# 近藤修司
近藤 修司（こんどう しゅうじ、1978年1月21日 - ）は、日本の男性プロレスラー。静岡県富士市出身。血液型O型。

## 経歴

### 闘龍門 - DRAGON GATE
東海大学付属第一高等学校（現：東海大学付属静岡翔洋高等学校）、国際武道大学時代はラグビーに明け暮れた。高校3年生時の1995年度には、CTBのレギュラーとして花園に出場している。この時、静岡県予選の決勝戦でCTBの対面だったのが後の日本代表WTBでもある小野澤宏時であった。大学卒業後にプロレス界入りして闘龍門の8期生として入門。
2001年5月18日、対小川内潤戦でデビューを果たし、T2Pメンバーとして日本マットに逆上陸。T2P興行でミラノコレクションA.T.から勧誘され、イタリアン・コネクション(略称・イタコネ)に入る。その際に、苗字の近藤からイタリアにあるコンドッティ通りにかけて、リングネームがイタリア風の「コンドッティ修司」となる。T2Pと闘龍門JAPANの抗争後、日本人宣言を行ったイタリアン・コネクションではあったが、徐々にベビーフェイス化していくユニット及びリーダーでもあるミラノコレクションA.T.の言動に対して"brother"YASSHINI、ベーカリー八木、高木"ジェット"省吾らと共に反発するようになり、ミラノやYOSSINOとの対立を深めていく。そしてイタコネを離脱後、高木と共に一匹狼のヒールとして活動していた大鷲透、アンソニー・W・森を裏切った菅原拓也とはぐれ軍団を結成。その後、望月成晃とイタコネ離脱後はユニット無所属だったYASSHIを加え、ヒール集団・悪冠一色 (アーガンイーソー)を結成した(望月は、後に「悪冠一色にリーダーは要らない!」と言う理由で追放されている。)。DRAGON GATEマットではヒール人気を集めたが、2004年に職務怠慢と素行不良を理由に悪冠一色ごと解雇されてしまった。

### Dragondoor - プロレスリングElDorado
T2P以降の闘龍門卒業生で立ち上げたdragondoorでリング復帰を果たすと、プロレスリングElDoradoと名を変えたリングを主戦場とする。さらには、悪冠一色のチームメイトであったYASSHIとともに全日本プロレスに殴り込みをかけ、近藤のDRAGON GATE時代の先輩でもあるTARUが率いるヒール集団・VOODOO-MURDERS（以下、「VM」）のメンバーとして暴れ回った。
2005年10月22日、TAKAみちのくを破り世界ジュニアヘビー級王座を奪取する。以降も防衛を重ねて2006年8月27日に全日本プロレス・ジュニアヘビー級の実力者・カズ・ハヤシにも勝利し、近藤もジュニア版絶対王者の地位を築き上げた。
9月17日には小島聡と対戦して敗れるも、互角に渡り合い高い評価を受けた。近藤も一時、渕正信の防衛記録（14回）を抜くかと思われる勢いを見せていたが、2007年2月17日両国国技館における中嶋勝彦との防衛戦に24分25秒、ジャーマン・スープレックス・ホールドで近藤が敗れ、王座から陥落した。
2007年7月のジュニア・ヘビー級リーグ戦では決勝でクリス・セイビンには敗れはしたものの、準優勝となった。

### 全日本プロレス
2008年9月29日、近藤はプロレスリング・エルドラドを退団して全日本プロレスに正式入団を発表、同時にVMと決別した。
近藤の入団の経緯については9月28日、全日本横浜大会での世界ジュニア王座戦にて王者の土方隆司が、挑戦者の丸藤正道（プロレスリング・ノア）に破れベルトが他団体へと流出した。それまで、ベルトにはあまり興味を示していなかった近藤だったが、近藤はこの事態について「全日本所属としてベルトを奪還したい!」と宣言し、入団したものである。
10月1日には、全日本プロレス台湾大会のPRのため、現地でカズとのデモンストレーションマッチを行った。
11月3日両国大会で近藤はGHCジュニアヘビー級王座、世界ジュニアヘビー級王座ダブルタイトル戦でKENTAを相手として、時間切れ引き分けの末に防衛した丸藤に挑戦した。このことは全日移籍後数日で決まっていたことであり、会社が近藤にかける期待はかなり大きいものであった。そして両国大会で満を持して丸藤と対戦したが、結果は惜しくも近藤が敗れてしまった。なお、この試合は2008年のプロレス大賞ベストバウトにも選ばれた。
餃子の王将プレゼンツジュニアヘビー級リーグ2009の決勝でスペル・クレイジーを得意のキングコングラリアットで破り、優勝を果たした。
2008年世界最強タッグ決定リーグ戦には、近藤のVM時代から馬が合い相性も良かった諏訪魔とのタッグで出場が決定、3年ぶりに最強タッグのリングを踏みしめた。テンコジに対抗してか、「スワコン」とも言われるようになった。
最強タッグ公式戦3日目の後楽園ホール大会では、熱闘の末に小島からキングコングラリアットでのフォールを奪った。近藤はジュニアヘビー級でありながら、ヘビー級選手顔負けの近藤の強さを再確認させられた試合であり、試合終了後は後楽園の観客が大爆発ともとれる歓声を送った。リーグ戦では9点で決勝進出一番乗りを果たしたものの、テンコジも同点で決勝戦を迎えると最後は小島のラリアットで後楽園での雪辱を果たされ、準優勝となった。
2009年からは、諏訪魔とのタッグチームで世界タッグを狙った。そのためにチーム名を「ディストラクション」（英語で「破壊」という意味）とし精進している。
2009年上半期は全日本プロレスに参戦している稔に何度も負け続け、近藤自身も「負け癖が付いている」といつになく弱気であった。しかしながら、ジュニア・ヘビー級リーグ戦決勝戦にて稔を準決勝で破ったスペル・クレイジーを相手に十八番のキングコングラリアットで突破、見事初優勝を果たした。
2011年、GAORA主催のスーパーファイト2011にて近藤、KAI vs 土井成樹、谷嵜なおきが組まれ、7年振りにDRAGON GATE勢と接触した。
しかし、世界ジュニアヘビー級王座が稔の手に移った際、いの一番に挑戦を表明。2011年2月11日、カズとの次期挑戦者決定戦を元世界ジュニア王者・渕より伝授された「逆片エビ固め」で突破。3月21日両国国技館大会にてカズとの王座に挑戦したが、惜しくも敗れた。
この頃から、近藤も世界ジュニア王者の稔が提唱した『全日ジュニア三強時代』の一角を担う存在として数えられる。
2011年12月25日の沖縄大会試合後、プロレスリング・ノアへの参戦を名言。2012年1月15日のノア後楽園ホール大会に大和ヒロシとのタッグで第一試合に登場した。(この日は、全日本プロレスの山梨大会も控えていたため、ダブルヘッダーとなった。)
試合は丸藤とリッキー・マルビン組が相手で近藤がマルビンをキングコングラリアットで圧倒し、試合後にはGHCジュニアヘビー級タッグ王座への挑戦を宣言した。
2012年2月3日の後楽園ホール大会で、世界ジュニアヘビー級王座保持者のケニー・オメガから指名を受け3月20日の両国大会で挑戦するも、最後はオメガの「片翼の天使」の前に敗戦した。
2012年9月29日後楽園ホール大会で、金丸義信が保持するGHCジュニアヘビー級王座に挑戦、試合は近藤がキングコングラリアットで金丸に勝利し、第25代GHCジュニア王者となった。
2013年1月2日後楽園ホール大会において、大和が保持する世界ジュニアヘビー級王座とのダブルタイトルマッチにキングコングラリアットで勝利し、第34代世界ジュニアヘビー級王座になると同時に史上初のGHCジュニア・世界ジュニアの二冠王者となる。
2013年6月30日の両国国技館大会を最後に全日本プロレスを退団した。

### WRESTLE-1
2017年3月27日、4月1日よりWRESTLE-1の取締役副社長に就任することを発表。
2020年4月1日の後楽園ホール大会をもってWRESTLE-1が活動休止となった。

### フリー
2020年7月4日、DRAGON GATE京都KBSホール大会に闘龍門世代の「X」としてサプライズ参戦。
2025年7月22日、女子プロレス団体マリーゴールドの専属コーチに就任。

## タイトル歴
WRESTLE-1
- WRESTLE-1タッグチャンピオンシップ（初代、第3代、第11代、第16代、第18代）（パートナーはカズ・ハヤシ→河野真幸→カズ・ハヤシ→土肥孝司→立花誠吾）
- UWA世界6人タッグ王座（第52代、第54代、第56代）（パートナーは葛西純、NOSAWA論外→河野真幸、カズ・ハヤシ→征矢学、カズ・ハヤシ）
- 初代タッグ王座決定リーグ戦優勝（2014年）（パートナーはカズ・ハヤシ）
- WRESTLE-1 TAG LEAGUE優勝（2018年）（パートナーは土肥孝司）

全日本プロレス
- 世界ジュニアヘビー級王座（第23代、第34代、第49代）
- アジアタッグ王座（第79代）（パートナーは"brother"YASSHI）
- ジュニア・ヘビー級リーグ戦優勝（2009年）
- Jr. BATTLE OF GLORY優勝（2018年）
- ジュニア・タッグリーグ戦優勝（2012年）（パートナーはカズ・ハヤシ）

プロレスリング・ノア
- GHCジュニアヘビー級王座（第25代）
- GHCジュニアヘビー級タッグ王座（第52代、第60代）（パートナーは大原はじめ→Eita）

プロレスリングZERO1
- NWAインターナショナルライトタッグ王座（第17代）（パートナーは吉岡世起）

プロレスリングElDorado
- グレーテストゴールデンリーグ優勝（2008年）
- TREASURE HUNTERSタッグトーナメント優勝（2006年）（パートナーはディック東郷）

闘龍門JAPAN
- 英連邦ジュニアヘビー級王座（第21代）
- UWA世界6人タッグ王座（第27代、第28代）（パートナーはミラノコレクションA.T.、YOSSINO→"brother"YASSHI、大鷲透）

DRAGON GATE
- オープン・ザ・ツインゲート王座（第62代）（パートナーは拳王）

プロレス大感謝祭スペシャル
- プロレス大感謝祭タッグトーナメント優勝（2008年）（パートナーは関本大介）

プロレス大賞
- 最優秀タッグチーム賞（2006年）
- 年間最高試合賞（11月3日両国国技館、世界ジュニアヘビー級選手権試合、丸藤正道 vs.近藤修司）（2008年）

## 得意技
高校、大学時代にラグビーで鍛えた肉体を生かしたパワーファイトが特徴で、階級がジュニアであるにもかかわらずヘビー級の選手も投げきるほどの力を持つ。大一番では、普段は見せないルチャをやることがある。

### フィニッシュ・ホールド
キングコング・ラリアット
ラグビーで鍛えた突進力を生かした強力無比な近藤のフィニッシャーで、全身を浴びせ倒すように叩き付ける。
ランサルセ
上記のキングコングラリアット同様、近藤のフィニッシャー。コーナーからスピアーの体勢で相手をキャッチし、スパイン・バスターのように叩きつける技。フットボールタックルそのものであり、軽量の対戦者を中心に失神者が続出した強力な技でもある。仕掛ける前にはコーナーで足を踏み鳴らして観客をあおる。バリエーションとして、相手の背後から仕掛ける「リバース式」カウンターで相手を掴んで「旋回式」で叩きつけるパターン等がある。技名は、牛の突進の意味から。
オーバードーズ
カナディアンバックブリーカーから相手を180°回転させてパイルドライバーに移行する新必殺技。
シューティングスタープレス
カズとの世界ジュニアヘビー級戦で初披露。
ザ☆オリジナル
走ってきた相手を上空へ放り投げておいて自分は反転、そして相手をキャッチしてからオクラホマ・スタンピードの様に叩き付ける技。近藤のジュニアらしからぬパワーを遺憾なく見せ付ける技である。カズとの世界ジュニアヘビー級タイトルマッチでは断崖式、中嶋勝彦との世界ジュニアヘビー級タイトルマッチでは本来叩きつけるところをファイヤーサンダーで落とした。英語風に言うならばジ☆オリジナルとなるところではあるが、問題とはなっていない。しかし、スポニチなど一部のマスコミでは「ジ・オリジナル」と書かれることがある。
ホエールハント
ブレーンバスターの体勢で抱え上げた相手の体勢を反転させ、そのまま前方に自身の身体を浴びせながら叩き付ける。近年では、通常のリバース・ブレーンバスターの形をこの名称で呼ぶこともある。
KUBINAGE（クビナゲ）
スタンディングでのフライングメイヤー。背後に回った相手の頭を肩越しに掴み、無理やり頭越しに前へ叩き付ける。ヘビー級の小島聡や太陽ケアも投げきった、やはりジュニア離れのパワーを見せ付ける技である。
ジャックハマー
近藤がT2P時代に使用した技。持ち上げる前に「ジャックハマー!」と宣言していた。
ゴリラクラッチ
腕の差し込み方が前後逆のテキサスクローバーホールドに胴締めを加えた関節技。スタンディングで行う時は「ゴリラ・クラッチ寝るまでもない」になる。スタンディングから相手の足を固めたままジャイアントスイングのように力任せに振り回すパターンもある。近藤がT2P時代に開発されたジャベの一種で、現在でも継続的に使用している近藤の数少ない技の一つ。

### 打撃技
エルボー
エルボー・スタンプ
チョップ・スマッシュ
逆水平チョップ 

### 投げ技
ブレーンバスター
雪崩式ブレーンバスター
パワーボム
DDT

### 関節技、締め技
キャッツクレイドル
四の字に交差させた相手の足を自身の首に巻き付けて締め上げる変形のマフラーホールド。
グリフォン
ケブラドーラ・コン・ヒーロの体勢で抱え上げた相手の片脚を自身の片膝に引っ掛け片膝をつき、両腕をロックして背骨と片膝を極める変形のバックブリーカー。ハイジャック・バックブリーカーとゴリー・スペシャルの中間のような技。
吊り上げコブラ
相手を両膝の上に乗せたままコブラツイストを極める荒技。
吊り下げスリーパー
コーナーポスト上段に腰掛けた状態でスリーパーホールドを仕掛けて宙吊り状態にする。WWEのトリプルHがかつて使用していた技と同型。
スイングスリーパー
スリーパーホールドに捉えた相手を豪快に振り回す技。
逆エビ固め
逆片エビ固め
2011年2月、対カズ戦（世界ジュニアヘビー級次期挑戦者決定戦）での決まり手。近藤いわく、「渕正信直伝」。

### 組み技
シャイニング・ウィザード
2008年11月3日、両国大会の丸藤戦（世界ジュニアヘビー級戦）で初使用。その後ほとんど使用していない。
ドラゴンスクリュー
こちらも対丸藤戦で初披露された。脚攻め技としてその後も使用し続けている。

### 合体技
ビッグヘッドトレイン
近藤がYASSHIを肩に担いで、YASSHIの大きな頭をぶつける。モデルは漫画キン肉マンでバッファローマン&モンゴルマン組が見せた「ロングホーン・トレイン」から。
ビッグボーイ
近藤がパワーボムで抱えた相手にYASSHIがコーナーからバッド・ボーイ（ダイビング・ヘッドバット）を仕掛ける。
バビロン
近藤の肩にYASSHIが駆け上がり、アイコノクラズムの要領で相手にYASSHIを叩きつける技。
ペニスカッター
サイドバスターの状態で抱え上げた相手の首目掛けてYASSHIがコーナーからギロチンドロップを仕掛ける。
龍原砲
大鷲と使用する龍原砲（天龍源一郎&阿修羅・原）が得意技としていたサンドイッチ式ラリアット→サンドイッチ式延髄斬りの連続連携技。偶然にも大相撲出身（大鷲）、ラグビー出身（近藤）という経歴は龍原砲に共通する。

## ファイトスタイル
- 闘龍門では、ビル・ゴールドバーグを模したギミックでジャックハマーを多用していたが、イタリアン・コネクション以降はあまり使わなくなっている。
- 闘龍門・DRAGON GATE時代及びVM加入初期の頃は、DRAGON GATEのスタイル上、相手の技を徹底的に返すスタイルが特徴で反則行為や場外戦をよく行っていたが、VM脱退前・全日本プロレス本隊に加入してからは、以前とは逆に相手の技を受け、返し技もより豪快な技を繰り出すなど変化している。そのため全日ファンのみでなく、他団体のファンからも近藤に対するプロレス評価は高い。

## リングネーム
近藤修司
デビュー当初と悪冠一色時代から現在も使用中。
コンドッティ修司
イタリアン・コネクション時代に使用。ローマのコンドッティ通りからミラノコレクションA.T.に勝手に命名される。
ドッティ修司
はぐれ軍団（仮）時代に使用。悪冠一色結成後、本名に戻す。
ストロングマシーン・K
2021年8月11日の後楽園ホール大会で、ストロングマシーン軍団の一員として登場するが、9月20日の大田区総合体育館で行われたツインゲート王座戦で、マスクを脱ぐ。

## 入場テーマ曲
- Funky Shit（プロディジー）
- Mega Warrior
- Violent King Kong（ACMA）- 現在まで使用。

## エピソード
- プロレス界に入ってから初めてバーベルの正しい持ち方を知った。それまでは100kgのバーベルを力任せに地面に置いた状態から一気に頭の上まで持ち上げていた。そのナチュラルパワーは2トントラックを引っ張ることが出来るほどのものである。
- プロテインを飲まず、ひたすら毎日5食、肉を食べることで筋肉を作った。その肉への執着はCIMAが紙のプロレス（現kamipro）のインタビューで、近藤のことに触れて「彼(近藤)はメキシコでは犬の肉を食べていた」（要旨）と証言したほどである。
- 趣味は大学時代暇つぶしにやり始めたDTM（ただし「譜面はほとんど読めない」と語っている）。他に、お笑いが好きである。
- コスチュームやファイトスタイルのモデルとなっているのは超合金戦士ことアルティメット・ウォリアーである。
- 2011年3月11日に発生した東日本大震災当日、全日本プロレスは石巻市で興行を行う予定だった。近藤は移動のため仙石線石巻行き快速電車に乗車していた。近藤が乗車していた快速電車は野蒜駅手前で緊急停止し、停止直前に脱線したが、津波の被害は免れた。乗客は近藤を含めて全員無事であったが、その後の運転が不可能となったため、近藤は列車内で一夜を明かした。野蒜駅ですれ違う列車が津波に押し流されて脱線したあおば通行きの普通列車だったため、近藤は間一髪のところで難を逃れた[8]。事故の詳細は東日本大震災による鉄道への影響#在来線も参照。
- ドラゴンゲートを離脱した理由としてこれまでは「解雇された」とし、ドラゴンゲートについては多くを語らず口を閉ざしてきたが、近年は「辞めた」との表現を用いる様になってきている。また、団体の副社長という立場となってからドラゴンゲートのやり方も正しかったと気づき、当時はそれについていけなかったと語っている。[9]
- 2021年10月、地元・富士市にフィナンシェの専門店「バターブラザーズ」を開業[10]。